# 조선민족혁명당

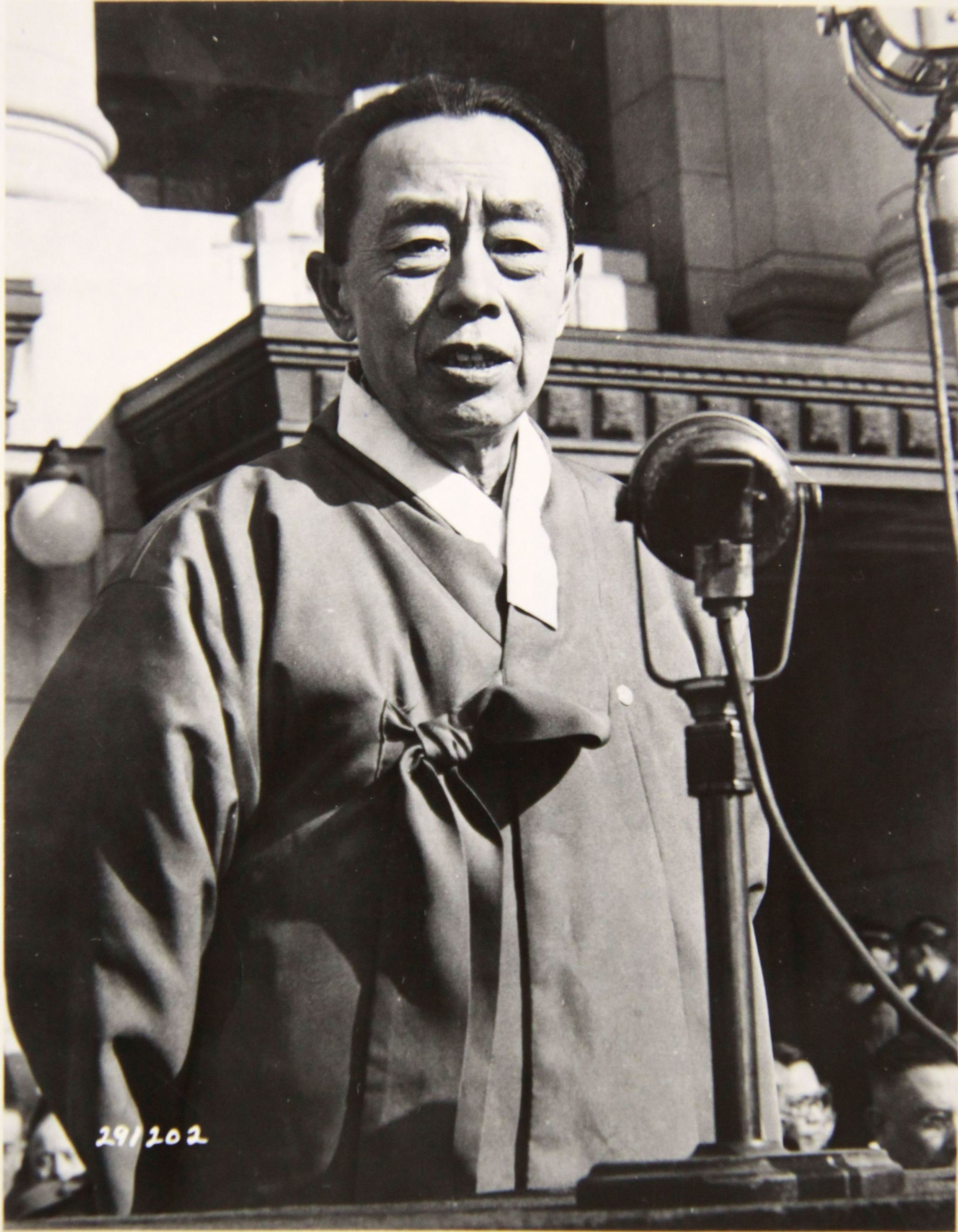
주석 우사 김규식

조선민족혁명당(朝鮮民族革命黨)은 상해 임시정부를 둘러싼 독립운동 단체들이 일제과 싸우기 위하여 통일동맹을 하여 만들어진 단체로 5당이 모여 결성이 되었다. 공산주의 계열 독립운동단체로 분류되고 있다. 조선혁명청년연맹(朝鮮革命靑年聯盟)은 조선민족혁명당을 일컬어 님 웨일즈가 사용한 명칭이기도 하다. 1926년 김원봉이 창당했으나 1935년 해외단체를 통합, 국제정세의 약화에 따라 주의, 사상을 초월한 공동전선으로 단합할 것을 목적으로 하여 김규식, 신익희 등이 중심이 되어 한국 독립당, 조선 혁명당, 의열단, 신한 독립당, 미주대한인독립단 등을 통합해 남경에서 재창당 했다.
1945년 임시정부 귀국 때 제2진으로 귀국, 신탁통치 문제로 1946년 2월 김규식 등이 탈퇴하였으며, 1947년에 해산, 김원봉이 독자적으로 만든 인민공화당에 흡수되었다.

## 1926년 창당
1926년 늦봄에 조선민족혁명당의 창립대회를 열었다. 이 대회는 즉석에서 300명의 회원을 얻었다. 또한 이 대회에서 중앙위원으로 선출된 사람들은 대부분 공산주의자였다. 발기인에는 김성숙과 김원봉 등이 있었다. 김성숙은 기관지인 혁명행동을 창간하고 주필을 맡았다.

## 1935년 재창당
1920년 후반부터 독립운동가들의 통합운동이 꾸준히 전개되어 1931년 상해에서 안창호, 이동녕, 최동오 등이 독립전선통일동맹을 결성하였고, 1932년에는 해외에 있는 단체들이 가맹하였다. 동맹이 발전하여 하나의 당으로 조직되었는데 이것이 1935년 7월 5일 남경에서 창당된 민족혁명당이다.
김규식, 신익희 등이 중심이 되어 한국독립단, 조선혁명당, 의열단, 신한독립당, 미주대한인독립단 등의 대표자들이 중국 남경에 모여서 재창당 했다. 2200여명의 독립운동가들이 참여하였다. 김원봉이 1926년에 창립한 조선민족혁명당과는 당명은 같지만 실질적으로는 재창당 이었다. 이후 민족혁명당은 기관지인 민족혁명, 우리길 등을 발행하는 한편 노종균, 안재환을 상해에 파견해 의용대 모집에도 힘을 썼다.

### 참여 독립운동단체

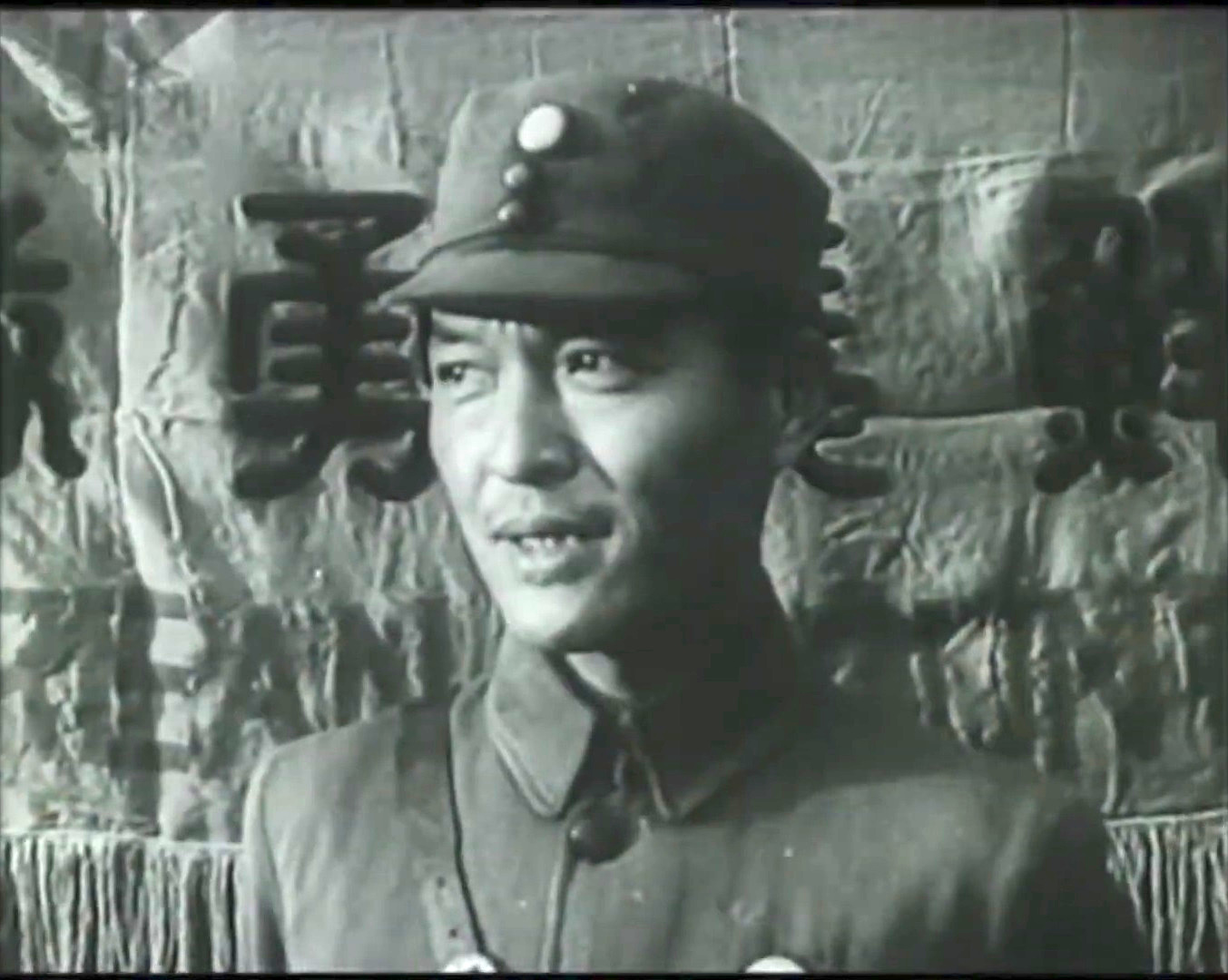
당의 실권자 약산 김원봉

1. 의열단 : 김원봉, 윤세주, 진이로, 이종희, 박효삼
2. 신한독립당 : 지청천, 신익희, 윤기섭
3. 조선혁명당 : 최동오, 김학규, 김활석
4. 한국독립당 : 김두봉, 조소앙, 최석순
5. 미주한인독립당 : 김규식
6. 사회주의자 : 최창익, 한빈, 허정숙, 안광천
7. 그 외 : 이광제, 이관일

의 연합으로 이루어졌다고 한다.
또한 님 웨일즈(Nym Wales)에 의하면 연맹 내부에서는 의열단 민족주의자, 중국공산당지부, 고려공산당 상해파, 고려공산당 시베리아파 등의 파벌들이 주도권 싸움을 했다고 전해진다.

## 조직

### 집행부
- 서기부 : 부장 김원봉, 부원 윤세주, 김상덕 외 1명
- 조직부 : 부장 김두봉, 부원 김학규, 안일청, 최석순
- 선전부 : 부장 최동오, 부원 신익희, 성주식
- 군사부 : 부장 이청천, 부원 김창환 외 1명
- 국민부 : 부장 김규식, 부원 조소앙 외 1명
- 훈련부 : 부장 윤기섭, 부원 3명
- 조사부 : 부장 이장제, 부원 진의로

중앙집행위원회의 집행위원장은 임시정부의 김구를 영입하기 위하여 공석으로 두었으나 공석으로 지속됨으로 서기부와 조직부가 그 권한을 실질적으로 행사하였다.

### 중국내 지부
일제정보기관이 1927년 파악한 이 조직의 본부 및 지부의 단원은 다음과 같다.
- 광동에는 김원봉, 김성숙, 최원, 이영준, 김건운, 최영암, 해유재, 김택, 노건, 김필립, 김유광, 박효삼, 강평국, 오성륜, 이유곤이 있고,
- 무창에는 진공림, 진갑수, 박태섭, 유원도, 백계, 최승련, 이벽파, 박시창이 있고,
- 남창에는 노을용, 이집중, 왕자랑, 이기환, 김권준, 이기삼, 최영택이 있었다.

### 미국 지부
미국에서는 최능익이 지부대표를 맡아 조선의용대 후원회를 조직하였다.

### 재원
중국 국민당의 삼민주의역행사에서 월 200원의 경상비와 기타 지원비를 김원봉에게 지불하였고, 국민당 정부와 중국측 요인들로부터 상당한 재정지원을 받았다.

## 분열

지청천

김원봉과 김두봉이 주동이 되어 이루어졌으며, 김규식, 조소앙, 최동오, 양기탁, 유동열이 참여하여 임시정부 국무위원 중 5명이 여기에 참여하고, 송병조, 차이석 2명만이 참여하지 않았다. 김원봉과 김두봉은 조선민족혁명당 결성을 구실로 임시정부를 취소하자고 주장했다.
민족혁명당은 민족통일전선을 강령으로 내세웠으나 헤게모니 문제, 그리고 중국 국민당으로부터 받는 지원금 문제로 김원봉파와 지청천파 사이에 갈등이 벌어졌다. 그러다 1937년 7월 3일, 당의 기관지인 〈민족혁명〉 3호에 민족혁명당기(黨旗)를 실어야 할 자리에 의열단의 단기가 게재되는 실수를 지청천이 문제삼게 되자, 이때부터 당기 문제로 지청천파와 갈등이 깊어지고 지청천파 사람들이 사회주의자를 비판하게 되자 마침내 지청천을 당에서 제명시켰다. 이어 조소앙 일파도 민혁당을 탈퇴한다.
임시정부는 잔류한 송병조, 차이석에 더하여 이동녕과 조완구 그리고 김구를 다시 국무위원으로 선출하여 임시정부를 유지하였다. 이렇게 됨으로 민족혁명당을 중심으로 한 5당 합당은 무산되었다. 조소앙은 항주에서 한국독립당을 재건하였고, 신한독립당계의 홍진, 조성환 등도 탈당하여 재건된 한국독립당에 합류하였다. 1935년 김구는 이동녕과 함께 한국국민당을 설립하였다.
민족주의 계열과 통합하는 시도가 실패한 후, 민족혁명당의 비롯한 사회주의계열은 1937년 조선민족통일전선연맹을 조직하여 협력하였으나 민족혁명당 내에서도 분열이 계속되었다. 주도권 다툼에서 소외된 이청천은 제2차 전당대회에서 김원봉이 총서기로 선출되자 이청천은 조선혁명당을 발족하여 민족혁명당과 대립하였다. 이후 민족혁명당은 의열단의 확대조직으로 변질되었다.
1935년 7월 민족혁명당의 산하단체로서 그의 부인 박차정의 주도로 '남경조선부인회'를 설치, 산하기관으로 두고 부녀의 특수이익을 위한 부분적 투쟁은 전국적 민족해방운동과 보조를 같이하는 차원에서 진행되어야 한다는 것을 강조하고 '전조선 부녀대는 총단결할 것,민족혁명전선에 무장참가할 것' 등의 구호를 내세우면서 항일운동을 전개했다. 민족혁명당은 자금을 중국측의 지원에 크게 의존하였지만 때로는 중국에 진출해 있던 일본이나 영국 등 열강의 자본가들, 조선인 매국노들, 부자들의 재산을 털어서 보충하는 한편 때로는 교민들의 지원금과 모금, 청부일을 하여 조달하는 등 경제적으로 궁핍한 생활을 하였다.

## 조선민족전위동맹 참여
민족혁명당은 분열 이후 좌익계의 조선민족전위동맹에 참여하였다. 1937년 노구교 사건이 일어나자 민족혁명당은 조선 청년들에게 항일운동에 참여할 것을 호소하여 83명의 청년이 남경에 모였다. 이들은 12월 1일 성자현 소재 중국중앙군관학교에 입교하여 군사교육을 받았다. 이 학교는 삼민주의역행사에서 설치한 것으로 남의사의 간사였던 강택이 훈련을 담당하였다. 조선 청년들은 사천성, 운남성, 귀주성 등의 남의사 대원들과 함께 훈련을 받았다. 이들은 6개월 간의 훈련을 마치고 '조선민족혁명군'을 창설하여 동북지역으로 이동할 것을 희망하였다. 그들은 이후 독립된 중대를 만들었으며 조선인들도 교관으로 참여했다. 조선민족혁명당원의 청년들은 조선의용대의 제1지구를 형성하였다. 그러나, 의용대의 화북진출 이후 지도력을 잃은 김원봉은 민족혁명당 제5기 제4차 당중앙회의를 열어 임시정부에 참여하기로 하였다.

## 독립운동 내부 갈등과 사회주의자들의 집단 이탈

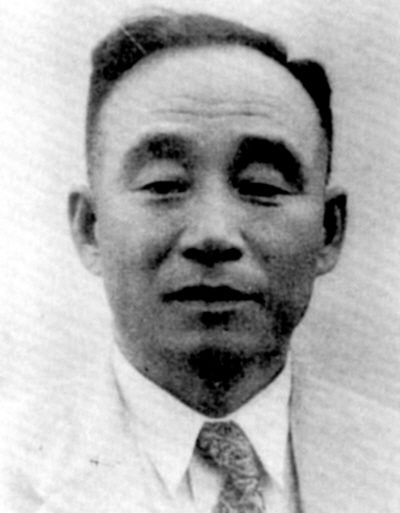
최창익

1937년 김원봉, 최창익, 운암 김성숙 등은 함께 조선민족전선연맹을 결성하여 연대하였다. 그는 당의 강령을 세워 1)중국 관내에 계급적 토대가 없기 때문에 계급을 대표하는 정당이 되어서는 안되며, (2)구성원 모두는 일본 제국주의의 타도와 민주공화국을 건설하겠다는 강령이 동일하므로 민족주의자와 사회주의자의 이념적 구분을 없애야 하며, (3)중국내 공작 및 그 배경이 동일하므로 국민당 지구내에서 대일 군사작전에 종사해야 하고, (4)중국내 각 단체 구성원의 상황이 근사하고 각 단체의 성질과 공작이 동일하기 때문에 결코 계급정당이 될 수 없다.며 통일전선정당을 유지 강화하려 하였다. 그러자 최창익은 민족혁명당은 계급정당이 되어야 하고 통일전선은 당 밖에서 일종의 전선 형태로 이루어져야 하며, 항일전선의 선명성이 강한 화북과 만주로 나아가 직접 일본군과 싸워야 한다고 주장하여 계속 대립하게 되었다.
1938년 5월 김원봉은 다시 충칭으로 돌아온 최창익에게 재무한조선청년전시복무단의 지휘를 맡기도 하였으나, 최창익은 전위동맹 조직은 그대로 유지하면서 그와 협상을 추진했다. 그러나 김원봉은 중국 국민당 정부와 관계를 가지고 대일선전전에 주력하는 입장을 고수했고, 최창익은 그가 부르주아와 결탁한다는 이유를 들어 그와 의사충돌 뒤 결별하고 화북으로 가게 된다.

## 임시정부 참여 문제

### 조선의용대 재 조직
1938년 10월에는 김원봉의 주도로 당 군사단체를 조직, 훈련해온 청년들을 규합하여 중국 한커우에서 조선민족전선연맹 산하에 항일 군사 조직인 조선의용대를 조직, 편성하여 대장에 취임했다. 당시 조선의용대는 한국어, 중국어, 일본어를 모두 구사할 수 있는 대원들이 많았으므로 선무공작 즉 선전 업무를 맡아 일본군에게 전단을 배포하고 확성기를 이용한 방송을 했다. 1939년 9월에는 김구 등과 전국연합진선협회를 결성했고, 민족유일정당 결성에 합의하여 7당통일회가 열렸으나 결국 우익 인사로는 김규식만의 호응을 얻었을 뿐, 김구와 임시정부 요인들의 부정적, 소극적인 반응 때문에 민족혁명당에 의한 민족유일당은 이루어지지 못했다.
부대는 총대와 2개 지대로 편성되었는데 그는제1지대와 제2지대장에게 각각 군기 하나씩을 수여하자 대원들은 그 군기 밑에 서서 일본군 섬멸을 다짐하였다. 76명의 민족혁명당원으로 구성된 제1지대는 의열단 때부터 함께 활동했으며 황포군관학교 4기 동기생이자 현역 중국 국민당군 대좌 박효삼이 지대장을 맡고 왕통이 정치지도원을 맡아 중국군 제4전구(광서성 방면)와 제9전구(호남성을 중심으로 호북성의 양자강 이남과 강서성 서북부에 주둔)에 들어가 활동하기로 되었고, 73명의 전위동맹 소속원들로 구성된 제2지대는 성자군관학교 소대장이였던 이익성이 맡고 정치지도원에는 임평을 임명하여 중국군 제1전구(하남성 전역, 안휘성 북부 일부)와 제5전구(호북성 북부, 하남성 남부, 안휘성 서부지역에 주둔)에서 활동하도록 임무가 부여 되었다. 조선의용대 최고사령부의 지도원으로는 이춘암, 김성숙, 유자명, 최창익이 추대되었고 부대장에 신악,정치조장에 김학무, 학무조장에 이집중, 훈련소 주임은 김원봉이 겸임하였다. 그 외 부녀봉사단 단장에는 그의 부인 박차정이, 3.1소년단 단장은 당시 17세였던 최동선이, 의무실 주임은 한금원을 임명했고 편집위원에는 이두산을 임명하여 월간 잡지'조선의용대', 계간 잡지 '조선의용대 통신'을 발행케 했다.
조선의용대가 창설되던 바로 그 시기에 일본군 25개 사단 약100만명의 병력이 중국 내륙의 거점 도시인 무한,한양,한구 등 소위 무한삼진지구를 향하여 진격하자 조선의용대는 창설 즉시 중국군과 함께 무한방어전에 참여하였다. 대원의 수가 많지 않았으므로 직접 전투보다는 선전, 전술, 홍보와 포로교화 등에 보조하게 된다. 비록 그가 총대장이었지만 총 지휘권은 중국 국민당에 있었고, 그는 국민당군 최고사령관 장졔스의 지시를 받아야 했다.

### 중국 국민당군 지원 활동
10여일 동안 참전한 무한방어전에서 의용대원들은 자기가 덮고 자던 흰 이불속을 뜯어내 만화 표어 등을 써서 선전사업을 펼쳤고, 먹을 것이 없으면 의복까지 팔아서라도 하루에 한끼정도 겨우 배를 채우면서 거리에서, 극장에서, 역전에서, 선전고무사업을 하여 무한 시민들에게 항일투쟁에 일어서라고 호소하는 활동을 계속했다. 전세가 악화되자 국민정부의 당,정,군, 요인들 마져 모두 무한을 빠져나갔다. 이들이 통보도 없이 무한을 탈출하자 무한이 함락되기 3일전인 1938년 10월 22일 김원봉은 조선의용대를 이끌고 무한을 떠났다. 이어 박효삼의 제1지대는 제9전구인 장사지역으로, 이익성의 제2지대는 제1전구인 낙양지역으로 철수하고 김원봉은 민족전선 및 의용대 본부를 이끌고 제4전구인 광서성 계림으로 퇴각, 1938년 12월 3일부터 계림시 동령가 1호(현,칠성공원 자리)에 조선의용대 본부가 자리 잡게 되었다. 중국군에 배속된 각지의 조선의용대원들은 진지에서나 적후에 들어가거나를 막론하고 포로를 교양하고 적을 와해시키는 사업에 참여했으며 군과 민을 고무하는 항일 홍보활동을 계속하였다.
특히 포로교양 사업에 있어서 그 성적이 뛰어났는데 교양을 거친 많은 일본인 포로들은 의용대를 떠나지 않고 그림을 그리거나 표어를 쓰거나 참호에서 고함지르는 연습(喊話)을 하는 등 일본군을 와해시키는 사업에 큰 기여를 하였다. 조선의용대가 창설이후 2년이 되는 1940년 하반기까지의 사업실적을 보면 진지상 대적 공작으로 적진의 200~300m에서 최고 50m까지 접근해서 '염전반전정서(厭戰反戰情緖) 공작'을 벌이고 반전가극을 공연하였으며, 직접 전투에 참가하여 유격전 반소탕전,통신 및 철도 파괴공작에 참가하였고,한,중,일문으로 책자 5만여권,전단 50여만장,표어 40여만장, 적의 통행증 1만여장을 위조하여 살포하였다.
이어 자진 귀순자들과 적의 포로 50여명을 교육하여 의용대에 편입시키고 75명을 훈련시켰으며 122명을 심문하였고 적의 문건 95만자를 번역하였으며 6만여명의 대적 선전요원을 교육시키는 성과를 거두었다.

### 의용대 세력 확장과 김두봉 일파의 이탈
1939년 말에는 제1지대 일부 인원과 일본군과 학도병 귀순자를 포함한 신입대원을 합쳐 조선의용대 제3지대를 창립시켰는데, 최고사령부 100명, 제1지대 78명(지대장:박효삼), 제2지대 75명 (지대장:이익성), 제3지대 63명 (지대장:김세왈) 등 320여 명의 대원을 새로 확보하여 창립당시 76명 보다 약3배가량 인원수가 불어났다. 조선의용대를 창설할때부터 그의 목적은 독자 무력으로 성장하여 우리의 군대로 일제를 섬멸하겠다는 것이였는데, 창설된 이후 2년동안 많은 공적을 쌓았음에도 불구하고 의용대가 중국의 각 전구에 분산 배치되어 있어 독자적 무력으로 발전하는데 한계가 있고, 지휘권은 국민당군에 있으며, 인원수도 소수였고, 활동지역이 주로 국민 정부군의 작전지역 내의 일선 진지로 국한되어 적후 공작이 초보적 수준에 머물러 그 성과가 미미한 점을 고충사항으로 접하게 된다. 이어 국민당 정권의 소극적 항일이 대원들의 불만을 초래하였으며 의용대가 정식 부대로 성장하려면 무장대오를 증대시키는 일이 절실한 문제인데도 조선인들이 별로 없는 화중지방과 화남지방에서 활동함으로써 무장대오를 늘릴 수 가 없는 것이 대원들의 불만이자 문제점이었다. 계속된 불만을 접한 김원봉은 이러한 모든 문제를 해결하려기 위해 조선인들이 많이 살고 있는 화북지방이나 만주로 진출할 필요가 있다고 느꼈다.
1940년 저명한 독립운동가이자 한글학자였던 김두봉이 자신의 첩이 다른 아나키스트 김진익과 불륜, 임신한 사실과, 상하이 임시정부내 보수주의자들과의 갈등으로 임정 참여를 거부하고 연안으로 떠나자 최창익은 우리도 떠날 때라며 전시복무단원은 물론 조선의용대내 사회주의자들에게도 함께 화북으로 가자고 연락하였고, 각 소대 내 사회주의자들이 이탈하여 최창익일파를 따라갔다. 최창익 일파는 화북으로 가겠다는 서신 몇장만 남기고 떠났으므로 막지 못했고, 조선의용대의 세력은 급속도로 약화되었다.

### 임정 합류 결정과 내분
그러다 1940년, 3개 지대 중 2개 지대가 중국 공산군이 집결하고 있는 중국 화북지역으로 이동하여, 의용대 사령관 김원봉의 지휘하에서 이탈하자 김원봉의 힘은 급속도로 약화되었다. 여기에 김원봉은 사상 이념을 떠나서 조선의용대와 임정세력과 합작을 할 것을 제의했으나, 임정내 보수세력 우파인 김구와 대립하였다. 1939년, 김원봉이 한국독립당과 통합논의를 제의했으나 임정내의 보수세력들의 반발로 인해 성사되지 못하였다. 임정내에서 반발했던것과 마찬가지로 민족혁명당내 일부에서는 기존의 단체를 연대하는 것에는 찬성하나 기존의 조직을 해체하고 새로운 당을 만드는 데는 찬성할 수 없다고 반발했던 것이다.
김성숙은 '김원봉 일파는 김구 일파와 크게 대립했다'고 증언하였다. 김성숙에 의하면 '김원봉은 중국 국민당의 군벌은 강택파로부터도 지원을 받는다'고 하였다. 김성숙은 김구는 중국 국민당의 진과부-진립부 계열의 지원을 받고 김원봉은 중국 국민당의 군벌은 강택파의 지원을 받는 것도 경쟁관계를 부추긴 것이라고 보았다. 김원봉은 자신이 임시정부에 들어가도 대접받지 못하리라는 것을 알고 반대하였다. 그러나 김성숙은 김원봉에게 임시정부에 들어갈 것을 주장하였고, 김원봉은 이를 반대하여 대립하게 되었다. 그 뒤 조선민족혁명당 사람들이 화베이의 연안으로 건너가자 김원봉은 더욱 어려움에 처하게 되었다. 아나키스트 김진익이 김두봉의 첩과 불륜관계를 갖고 임신시킨 것도 민혁당 당원들이 임정에 악감정을 갖고 화베이로 이탈하는 원인이 되었다. 최창익 일파 외에도 김원봉의 오른팔격이었던 박효삼 일파 등도 이탈하여 화베이로 건너갔고 조선의용대와 민족혁명당의 세력은 약화되었다.
대한민국 임시정부가 조소앙의 삼균주의를 채택한 후, 〈동지 동포에게 고함〉(1939년)이라는 성명서를 김구와 공동 명의로 발표하였다. 이후 한국 광복군에 참여를 결심하였는데, 이 때문에 당내 공산주의계열의 반발이 컸다. 그러나 1941년 6월 조선민족혁명당은 제6회 전당대표대회에서 임시정부 참가를 결의했고 '조선의용대'도 광복군 제1지대로의 편입에 동의하였다. 여기에 반발한 남아있던 일부 사회주의계열은 조선의용대에서 이탈, 화북의 김두봉·김무정이 이끄는 조선독립동맹을 찾아갔다.

## 영국군과의 협력
1942년 인도의 영국군총사령부는 조선민족혁명당에게 공작원의 파견을 요청하였고, 김원봉은 최성오, 주세민을 인도에 파견하였다. 1942년 7월 김원봉이 임시정부에 참여하자 김원봉이 이끄는 의용대는 광복군 제1지대로 편입되었다. 1943년 5월 영국군과 조선민족혁명당은 '조선민족군선전연락대' 파견에 관한 협정을 맺었다. 그러나 조선민족혁명당은 협정에 따른 대원을 파견하지 못하였고, 통합된 한국광복군총사령부에서 공작대를 파견하게 되었다.